# 川上じゅん
川上じゅん（かわかみ じゅん、1961年2月23日 - ）は、日本のタレント、腹話術師である。本名、川上 淳。
京都府京都市生まれ,茨木市育ち,在住。吉本興業株式会社所属。
日本における腹話術師のパイオニア・川上のぼるの次男。母は元宝塚歌劇団の恒月まさみ。父方の祖父に日本画家の川上拙以がいる。甲子園大学栄養学部栄養学科卒業2024年10月より（株）プラチナライフ 代表取締役社長に就任。
代表取締役会長には薬師寺誠  就任。

## 芸風・人物
- 師匠は父の川上のぼる。学生時代にはアマチュアバンドを経験、KBS京都ラジオなどに出演した。甲子園大学在学中に父に弟子入り志願するも断られ、卒業後の1983年から数年間社会人を経験。
- 衛生検査技師、ヘルスケアトレーナー、労働衛生教育指導員などの資格を所持。
- 介護職員初任者研修　資格所持。
- 格闘技に造詣が深く、1989年から1994年までの5年間、日本ボクシングコミッションで役員（レフェリー・A級ライセンス）として在籍し、井岡弘樹や辰吉丈一郎の世界前哨戦などを裁いた経歴をもっている。2008年2月10日、高砂市での興行でレフェリーに復帰した。
- 井岡一翔・山中慎介・長谷川穂積・亀田和毅・亀田大毅・粟生隆寛　等　世界ランカーのレフェリーを裁いて現在も活躍中。
- また、2005 - 2007年の間、K-1公認審判員（レフェリー・ジャッジ）を務めている。
- 1997年より正式に父の下に弟子入りし、翌年のワッハ上方演芸ホール親子会で初舞台。
- 「不思議なホワイトボード」を使用した腹話術を演じる。ホワイトボードにキャラクター（顔）を描き、描いた顔の、目や口が動き喋りだすというマジックの要素を取り入れた新しい腹話術を演じる。「ジャック」という宇宙子供怪獣や「コーちゃん」「サリー」「アグネス」「J．J」「E,T」新キャラクターの「キャッシー」等、様々な人形を使用する。また、唄う腹話術も得意としている。
- 2011年から「なんばグランド花月・通常興行」の出演の際、観客をステージに上げて「誰でもパペットになれるヨ！」というマスクを観客に装着させて爆笑腹話術を演じている。NGKでは人形を使わない腹話術を演じている。
- 腹話術以外に、芝居・DJ・バンジョー演奏なども得意とする。特に、ブルーグラス、カントリーミュージックに精通している。バンジョー演奏の腕前はプロ級である。
- 「THE 舶来寄席 2014への道」〜よしもと神芸フェスティバル〜　で　1位優勝する。2014年5月9日〜5月31日「THE 舶来寄席 2014」の出演権を獲得する。
- 「釜山国際コメディフェスティバル」2015年8月 出演する。

## 出演したテレビ番組
- エンタの神様（日本テレビ）　キャッチコピーは「手品（マジック）と腹話術の合体（コラボレーション）」
- あらびき団（TBS）
- 爆笑ピンクカーペット（フジテレビ）　キャッチコピーは「まばたきせずに見てください」→「マジカル腹話術師」
- 爆笑レッドカーペット（フジテレビ）　キャッチコピーは「マジカル腹話術師」
- ダウンタウンのガキの使いやあらへんで「第3回 山1グランプリ」2009年（日本テレビ）
- うたばん　（TBS）
- 行列のできる法律相談所（日本テレビ）
- エンタの神様・総集編・最強ネタSP（日本テレビ）2013年12月7日
- お笑い演芸館(BS朝日)2018年
- 志村けんのバカ殿様正月SP(フジテレビ)2019年
- バラエティー生活笑百科(NHK総合)2019年
- 水曜日のダウンタウン(TBS)

「腹話術師に説教食らってる時人形も加勢してきたらさすがにそこはツッコむ説」
(TBS系列)2019年11月20日